# Prima Categoria Liguria 1964-1965
Il campionato di calcio di Prima Categoria 1964-1965 è stato il V livello del campionato italiano. A carattere regionale, fu il sesto campionato dilettantistico con questo nome dopo la riforma voluta da Zauli del 1958.
Questi sono i gironi organizzati dal Comitato Regionale Ligure per la regione Liguria.

## Girone A

### Squadre partecipanti
| Squadra                    | Città (provincia)             | Stagione precedente |
| -------------------------- | ----------------------------- | ------------------- |
| U.S. Albisola              | Albissola Marina (SV)         |                     |
| S.S. Argentina             | Arma di Taggia (IM)           |                     |
| Gruppo Sportivo "C"        | Genova (Quart. Pegli)         |                     |
| U.S. Cairese               | Cairo Montenotte (SV)         |                     |
| U.S. Cengio                | Cengio (SV)                   |                     |
| U.S. Cristoforo Colombo    | Cogoleto (GE)                 |                     |
| U.S. Edera                 | Genova (Quart. Pra')          |                     |
| Elah Pegli                 | Genova (Quart. Pegli)         |                     |
| U.S. Gagliardi Loanesi     | Loano (SV)                    |                     |
| U.S. Sampierdarenese 1946  | Genova (Quart. Sampierdarena) |                     |
| F.S. Sestrese              | Ge-Sestri Ponente             |                     |
| Pol. Spotornese Sez.Calcio | Spotorno (SV)                 |                     |
| F.C. Vado                  | Vado Ligure (SV)              |                     |
| F.B.C. Varazze             | Varazze (SV)                  |                     |
| F.B.C. Veloce              | Savona (SV)                   |                     |
| U.S. Ventimigliese         | Ventimiglia (IM)              |                     |

### Classifica finale
|  | Pos. | Squadra              | Pt  | G   | V   | N   | P   | GF  | GS   | DR  |
|  | ---- | -------------------- | --- | --- | --- | --- | --- | --- | ---- | --- |
|  | 1.   | Sestrese             | 52  | 30  | 23  | 6   | 1   | 57  | 17   | +40 |
|  | 2.   | Gruppo C             | 49  | 30  | 21  | 7   | 2   | 69  | 14   | +55 |
|  | 3.   | Vado                 | 37  | 30  | 13  | 11  | 6   | 36  | 24   | +12 |
|  | 4.   | Veloce Savona        | 36  | 30  | 14  | 8   | 8   | 37  | 25   | +12 |
|  | 5.   | Cairese              | 34  | 30  | 14  | 6   | 10  | 38  | 33   | +5  |
|  | 6.   | Sampierdarenese 1946 | 33  | 30  | 11  | 11  | 8   | 31  | 27   | +4  |
|  | 7.   | Spotornese           | 31  | 30  | 11  | 9   | 10  | 37  | 42   | -5  |
|  | 8.   | Varazze              | 30  | 30  | 10  | 10  | 10  | 36  | 36   | 0   |
|  | 9.   | Loanesi              | 28  | 30  | 9   | 10  | 11  | 31  | 30   | +1  |
|  | 10.  | Ventimigliese        | 26  | 30  | 8   | 10  | 12  | 27  | 41   | -14 |
|  | 11.  | US Albisola 1909     | 25  | 30  | 8   | 9   | 13  | 35  | 33   | +2  |
|  | 11.  | Argentina            | 25  | 30  | 9   | 7   | 14  | 35  | 42   | -7  |
|  | 13.  | Cristoforo Colombo   | 23  | 30  | 6   | 11  | 13  | 34  | 47   | -13 |
|  | 14.  | Cengio               | 22  | 30  | 7   | 8   | 15  | 25  | 40   | -15 |
|  | 15.  | Elah Pegli           | 20  | 30  | 6   | 8   | 16  | 25  | 40   | -15 |
|  | 16.  | Edera                | 9   | 30  | 3   | 3   | 24  | 21  | 73   | -52 |
|  |      |                      | 480 | 480 | 173 | 134 | 173 | 574 | 564? | 0   |

Legenda:
      Ammesso agli spareggi promozione.
      Retrocesso in Seconda Categoria.
Regolamento:
Due punti a vittoria, uno a pareggio, zero a sconfitta.

## Girone B

### Squadre partecipanti
| Squadra                           | Città (provincia)                   | Stagione precedente |
| --------------------------------- | ----------------------------------- | ------------------- |
| A.S. A.N.P.I. Sport E. Casassa    | Genova                              |                     |
| A.C. Arsenalspezia                | La Spezia                           |                     |
| GBC Canevello                     | Genova                              |                     |
| Pol. Carlo Grasso                 | Rapallo (GE)                        |                     |
| Centrale del Latte                | Genova                              |                     |
| U.S. Don Bosco                    | Genova (Quart. Sampierdarena)       |                     |
| U.S. Don Bosco                    | La Spezia-Pitelli                   |                     |
| U.S. Lavagnese                    | Lavagna (GE)                        |                     |
| S.C. Ligorna                      | Genova                              |                     |
| S.C. Molassana Boero              | Genova (Quart. Molassana)           |                     |
| U.S. Pontedecimo                  | Genova (Quart. Pontedecimo)         |                     |
| S.C. Riva Trigoso                 | Riva Trigoso di Sestri Levante (GE) |                     |
| U.S. Rivarolese                   | Genova (Quart. Rivarolo)            |                     |
| A.C. Sammargheritese              | Santa Margherita Ligure (GE)        |                     |
| U.S. Sant'Agostino di Sant'Olcese | Sant'Olcese (GE)                    |                     |
| S.S. Vigili Urbani                | Genova                              |                     |

### Classifica finale
|  | Pos. | Squadra                   | Pt  | G   | V   | N   | P   | GF  | GS  | DR  |
|  | ---- | ------------------------- | --- | --- | --- | --- | --- | --- | --- | --- |
|  | 1.   | Arsenalspezia             | 46  | 30  | 19  | 8   | 3   | 53  | 20  | +33 |
|  | 2.   | Sammargheritese           | 45  | 30  | 18  | 9   | 3   | 46  | 16  | +30 |
|  | 3.   | Lavagnese                 | 44  | 30  | 19  | 6   | 5   | 61  | 24  | +37 |
|  | 4.   | Pontedecimo               | 37  | 30  | 14  | 9   | 7   | 47  | 32  | +15 |
|  | 5.   | Molassana Boero           | 31  | 30  | 10  | 11  | 9   | 30  | 27  | +3  |
|  | 5.   | Don Bosco Sampierdarena   | 31  | 30  | 12  | 7   | 11  | 31  | 37  | -6  |
|  | 7.   | Carlo Grasso              | 29  | 30  | 12  | 5   | 13  | 31  | 44  | -13 |
|  | 8.   | Vigili Urbani Genova      | 28  | 30  | 8   | 12  | 10  | 24  | 23  | +1  |
|  | 8.   | Riva Trigoso              | 28  | 30  | 11  | 6   | 13  | 30  | 40  | -10 |
|  | 10.  | Ligorna                   | 27  | 30  | 8   | 11  | 11  | 37  | 35  | +2  |
|  | 10.  | A.N.P.I. Sport E. Casassa | 27  | 30  | 6   | 15  | 9   | 24  | 25  | -1  |
|  | 10.  | S.Agostino di S.Olcese    | 27  | 30  | 7   | 13  | 10  | 29  | 31  | -2  |
|  | 13.  | Centrale del Latte        | 24  | 30  | 5   | 14  | 11  | 23  | 36  | -13 |
|  | 14.  | GBC Canevello             | 22  | 30  | 5   | 12  | 13  | 20  | 41  | -21 |
|  | 15.  | Don Bosco Spezia          | 20  | 30  | 6   | 8   | 16  | 25  | 42  | -17 |
|  | 16.  | Rivarolese                | 14  | 30  | 4   | 6   | 20  | 24  | 62  | -38 |
|  |      |                           | 480 | 480 | 164 | 152 | 164 | 535 | 535 | 0   |

Legenda:
      Ammesso agli spareggi promozione.
      Retrocesso in Seconda Categoria.
Regolamento:
Due punti a vittoria, uno a pareggio, zero a sconfitta.

## Spareggi promozione

### Classifica finale
|  | Pos. | Squadra         | Pt | G | V | N | P | GF | GS | DR |
|  | ---- | --------------- | -- | - | - | - | - | -- | -- | -- |
|  | 1.   | Gruppo C        | 8  | 6 | 3 | 2 | 1 |    |    | +  |
|  | 2.   | Sestrese        | 7  | 6 | 3 | 1 | 2 |    |    | +  |
|  | 3.   | Arsenalspezia   | 6  | 6 | 2 | 2 | 2 |    |    | -  |
|  | 4.   | Sammargheritese | 3  | 6 | 0 | 3 | 3 |    |    | -  |

Legenda:
      Promosso in Serie D 1965-1966.
Regolamento:
Due punti a vittoria, uno a pareggio, zero a sconfitta.

### Calendario
| Andata (1ª) | Andata (1ª) | 1ª giornata andata / 5ª giornata ritorno | Ritorno (5ª) | Ritorno (5ª) |
|             |             |                                          |              |              |
| 6 giu.      | 1-0         | Gruppo C-Sestrese                        | 0-3          | 20 giu.      |
| 6 giu.      | 0-0         | Sammargheritese-Arsenalspezia            | 2-3          | 20 giu.      |

| Andata (2ª) | Andata (2ª) | 2ª giornata andata / 6ª giornata ritorno | Ritorno (6ª) | Ritorno (6ª) |
|             |             |                                          |              |              |
| 10 giu.     | _-_         | Sestrese-Sammargheritese                 | 0-0          | 27 giu.      |
| 10 giu.     | _-_         | Arsenalspezia-Gruppo C                   | 1-2          | 27 giu.      |

| \| Andata (3ª) \| Andata (3ª) \| 3ª giornata andata / 4ª giornata ritorno \| Ritorno (4ª) \| Ritorno (4ª) \| \| \| \| \| \| \| \| 13 giu. \| 3-0 \| Gruppo C-Sammargheritese \| 1-1 \| 17 giu. \| \| 13 giu. \| 3-0 \| Arsenalspezia-Sestrese \| 0-1 \| 17 giu. \| |             |                                          |              |              |
| Andata (3ª) | Andata (3ª) | 3ª giornata andata / 4ª giornata ritorno | Ritorno (4ª) | Ritorno (4ª) |
| |             |                                          |              |              |
| 13 giu. | 3-0         | Gruppo C-Sammargheritese                 | 1-1          | 17 giu.      |
| 13 giu. | 3-0         | Arsenalspezia-Sestrese                   | 0-1          | 17 giu.      |

### Libri
- Annuario F.I.G.C. 1964-1965, Roma (1965) conservato presso:
  - tutti i Comitati Regionali F.I.G.C.-L.N.D.;
  - la Lega Nazionale Professionisti;
  - la Biblioteca Nazionale Centrale di Firenze;
  - la Biblioteca Nazionale Centrale di Roma.

### Giornali
- Archivio della Gazzetta dello Sport, anni 1964 e 1965, consultabile presso le Biblioteche:
  - Biblioteca Nazionale Braidense di Milano;
  - Biblioteca Nazionale Centrale di Firenze;
  - Biblioteca Nazionale Centrale di Roma;
  - Biblioteca Civica Berio di Genova;
  - e presso Emeroteca del C.O.N.I. di Roma (non è online ma è da consultare in sede).